# Simetrie octaedrică
| · Simetrie involutivă · Cs, (*) · [ ] =       | · Simetrie ciclică · Cnv, (*nn) · [n] =      | · Simetrie diedrală · Dnh, (*n22) · [n,2] =   |
| Grup poliedric, [n,3], (*n32)                 |                                              |                                               |
| · Simetrie tetraedrică · Td, (*332) · [3,3] = | · Simetrie octaedrică · Oh, (*432) · [4,3] = | · Simetrie icosaedrică · Ih, (*532) · [5,3] = |

Cele patru cicluri hexagonale au inversiunea (nodul negru de deasupra) în comun. Hexagoanele sunt simetrice, deci de exemplu 3 și 4 sunt în același ciclu.

Simetria octaedrică este cea a octaedrului regulat, care are 24 de simetrii de rotație (care conservă orientarea) și 48 de simetrii în total. Acestea includ transformări care combină o reflexie și o rotație. Un cub are același set de simetrii, deoarece este dualul octaedrului.
Grupul de simetrii care conservă orientarea este S4, grupul simetric⁠(d) sau grupul de permutări a patru obiecte, deoarece există exact o astfel de simetrie pentru fiecare permutare a patru diagonale mari ale cubului.

## Detalii
Simetria octaedrică chirală, respectiv completă (sau achirală) sunt simetrii de puncte discrete (sau, echivalent, simetrii pe sferă) cu cele mai mari grupuri de simetrie compatibile cu simetria de translație. Ele se numără printre grupurile de puncte cristalografice ale sistemului cristalin cubic.
| Elemente din O                                 | Elemente din O              | Inversiuni ale elementelor din O                           | Inversiuni ale elementelor din O    |
| ---------------------------------------------- | --------------------------- | ---------------------------------------------------------- | ----------------------------------- |
| identitate                                     | 0                           | inversiune                                                 | 0'                                  |
| 3 × rotație de 180° în jurul axei cu 4 poziții | 7, 16, 23                   | 3 × reflexie în planul perpendicular pe o axă cu 4 poziții | 7', 16', 23'                        |
| 8 × rotație de 120° în jurul axei cu 3 poziții | 3, 4, 8, 11, 12, 15, 19, 20 | 8 × rotație improprie de 60°                               | 3', 4', 8', 11', 12', 15', 19', 20' |
| 6 × rotație de 180° în jurul axei cu 2 poziții | 1', 2', 5', 6', 14', 21'    | 6 × reflexie în planul perpendicular pe o axă cu 2 poziții | 1, 2, 5, 6, 14, 21                  |
| 6 × rotație de 90° în jurul axei cu 4 poziții  | 9', 10', 13', 17', 18', 22' | 6 × rotație improprie de 90°                               | 9, 10, 13, 17, 18, 22               |

| Exemple                  | Exemple                  | Exemple                  | Exemple                  | Exemple                  |
| ------------------------ | ------------------------ | ------------------------ | ------------------------ | ------------------------ |
| {\displaystyle (0,0)=0}  | {\displaystyle (3,0)=7}  | {\displaystyle (0,3)=3}  | {\displaystyle (7,1)=1'} | {\displaystyle (4,5)=9'} |
| {\displaystyle (7,0)=0'} | {\displaystyle (4,0)=7'} | {\displaystyle (7,3)=3'} | {\displaystyle (0,1)=1}  | {\displaystyle (3,5)=9}  |

Ca grup hiperoctaedric⁠(d) de dimensiunea 3, grupul octaedric complet este produsul în coroană⁠(d) {\displaystyle S_{2}\wr S_{3}\simeq S_{2}^{3}\rtimes S_{3}},
și un natural modalitatea de a-și identifica elementele este ca perechi {\displaystyle (m,n)} cu {\displaystyle m\in [0,2^{3})} și {\displaystyle n\in [0,3!)}.
Dar fiindcă este și produsul direct⁠(d) {\displaystyle S_{4}\times S_{2}}, se pot identifica elementele subgrupului tetraedric  Td ca {\displaystyle a\in [0,4!)} și inversiunile lor ca {\displaystyle a'}.
Deci de exemplu identitatea {\displaystyle (0,0)} este reprezentată ca {\displaystyle 0} iar inversiunea {\displaystyle (7,0)} ca {\displaystyle 0'}.

{\displaystyle (3,1)} este reprezentat ca {\displaystyle 6} iar {\displaystyle (4,1)} ca {\displaystyle 6'}.
O rotație improprie este o compunere de rotație și reflexie.
| Reflexia {\displaystyle 7'}aplicată rotației {\displaystyle 4} de 120°dă rotația improprie {\displaystyle 8'} de 60°. {\displaystyle 7'\circ 4=8'}                       |
| Reflexia {\displaystyle 7'}aplicată rotației {\displaystyle 22'} de 90°dă rotația improprie {\displaystyle 17} de 90° {\displaystyle 17}. {\displaystyle 7'\circ 22'=17} |

### Simetrie octaedrică chirală
O, 432 sau [4,3]+ de ordinul 24, este simetrie octaedrică chirală sau simetrie octaedrică de rotație. Acest grup este la fel cu cel al simetriei tetraedrice chirale T, dar axele C2 sunt acum axe C4 și, în plus, există 6 axe C2, prin punctele de mijloc ale laturilor (muchiilor) cubului. Td și O sunt izomorfe ca grupuri abstracte: ambele corespund lui S4, grupul simetric de 4 obiecte. Td este reuniunea lui T cu mulțimea obținută prin compunerea fiecărui element al lui O \ T cu inversiunea. O este grupul de rotație al cubului și al octaedrului.
| Axe de rotație | Axe de rotație | Axe de rotație |
| C4             | C3             | C2             |
| -------------- | -------------- | -------------- |
| 3              | 4              | 6              |

| Proiecție ortogonală | Proiecție stereografică | Proiecție stereografică | Proiecție stereografică |
| cu 2 poziții         | cu 4 poziții            | cu 3 poziții            | cu 2 poziții            |
| -------------------- | ----------------------- | ----------------------- | ----------------------- |
|                      |                         |                         |                         |

### Simetrie octaedrică completă (achirală)
Oh, *432, [4,3], sau m3m de ordinul 48 - simetrie octaedrică completă (sau simetrie octaedrică achirală). Acest grup are aceleași axe de rotație ca și O, dar cu planele de oglindire atât ale lui Td, cât și ale lui Th. Acest grup este izomorf cu S4·C2 și este grupul de simetrie completă al cubului și octaedrului. Este grupul hiperoctaedric⁠(d) pentru n = 3.
Cu axele cu 4 poziții ca axe de coordonate, un domeniu fundamental al lui Oh este dat de 0 ≤ x ≤ y ≤ z. Un obiect cu această simetrie este caracterizat de partea obiectului din domeniul fundamental, de exemplu cubul este dat de z = 1, iar octaedrul de x + y + z = 1 (sau inegalitățile corespunzătoare, pentru a obține poliedrul în loc de suprafața sa).
ax + by + cz = 1 dă un poliedru cu 48 de fețe, de exemplu dodecaedrul disdyakis.
Cele 9 drepte de oglindire ale simetriei octaedrice complete pot fi împărțite în două subgrupuri de 3 și 6 (trasate cu violet și roșu), reprezentând două subsimetrii ortogonale: D2h și Td. Simetria D2h poate fi dublată la D4h prin restaurarea a 2 oglinzi dintr-una din cele trei orientări.
| Proiecție ortogonală                                       | Proiecție stereografică                                   | Proiecție stereografică                                   | Proiecție stereografică                                   |
| Proiecție ortogonală                                       | cu 4 poziții                                              | cu 3 poziții                                              | cu 2 poziții                                              |
| Oh, [4,3], , simetrie octaedrică completă (3+6 oglindiri)  | Oh, [4,3], , simetrie octaedrică completă (3+6 oglindiri) | Oh, [4,3], , simetrie octaedrică completă (3+6 oglindiri) | Oh, [4,3], , simetrie octaedrică completă (3+6 oglindiri) |
| ---------------------------------------------------------- | --------------------------------------------------------- | --------------------------------------------------------- | --------------------------------------------------------- |
|                                                            |                                                           |                                                           |                                                           |
| Td, [3,3]=[1+,4,3], = , subgrupul tetraedric (6 oglindiri) |                                                           |                                                           |                                                           |
|                                                            |                                                           |                                                           |                                                           |
| C3v, [3], , subgrupul diedral (3 oglindiri)                |                                                           |                                                           |                                                           |
|                                                            |                                                           |                                                           |                                                           |

| Proiecție ortogonală                                     | Proiecție stereografică                         | Proiecție stereografică                         | Proiecție stereografică                         |
| Proiecție ortogonală                                     | cu 4 poziții                                    | cu 3 poziții                                    | cu 2 poziții                                    |
| D4h, [4,2], subgrupul diedral (1+2+2 oglindiri)          | D4h, [4,2], subgrupul diedral (1+2+2 oglindiri) | D4h, [4,2], subgrupul diedral (1+2+2 oglindiri) | D4h, [4,2], subgrupul diedral (1+2+2 oglindiri) |
| -------------------------------------------------------- | ----------------------------------------------- | ----------------------------------------------- | ----------------------------------------------- |
|                                                          |                                                 |                                                 |                                                 |
| D2h, [2,2]=[4,3*], = subgrupul diedral (1+1+1 oglindiri) |                                                 |                                                 |                                                 |
|                                                          |                                                 |                                                 |                                                 |
| C4v, [4], , subgrupul diedral (2+2 oglindiri)            |                                                 |                                                 |                                                 |
|                                                          |                                                 |                                                 |                                                 |

### Matrici de rotație
Fie mulțimea tuturor matricilor permutare 3×3 la care se atribuie un semn + sau − fiecăruia dintre cei trei 1. Există {\displaystyle 3!=6} permutări și {\displaystyle 2^{3}=8} combinații de semne pentru un total de 48 de matrici, dând grupul octaedric complet. 24 dintre aceste matrici au determinantul +1; Acestea sunt matricile de rotație ale grupului octaedric chiral. Celelalte 24 de matrici au determinantul  −1 și corespund unei reflexii sau inversiuni.
Pentru simetria octaedrică sunt necesare trei generatori de reflexii, care reprezintă cele trei oglinzi ale unei diagrame Coxeter–Dynkin. Produsul reflexiilor produce 3 generatori de rotații.
|            | Reflexii                                                                                  | Reflexii                                                                                 | Reflexii                                                                                 | Rotații                                                                                   | Rotații                                                                                  | Rotații                                                                                   | Rotație improprie                                                                         |
| Generatori | R0                                                                                        | R1                                                                                       | R2                                                                                       | R0R1                                                                                      | R1R2                                                                                     | R0R2                                                                                      | R0R1R2                                                                                    |
| ---------- | ----------------------------------------------------------------------------------------- | ---------------------------------------------------------------------------------------- | ---------------------------------------------------------------------------------------- | ----------------------------------------------------------------------------------------- | ---------------------------------------------------------------------------------------- | ----------------------------------------------------------------------------------------- | ----------------------------------------------------------------------------------------- |
| Grup       |                                                                                           |                                                                                          |                                                                                          |                                                                                           |                                                                                          |                                                                                           |                                                                                           |
| Ordin      | 2                                                                                         | 2                                                                                        | 2                                                                                        | 4                                                                                         | 3                                                                                        | 2                                                                                         | 6                                                                                         |
| Matrice    | {\displaystyle \left[{\begin{smallmatrix}1&0&0\\0&1&0\\0&0&-1\\\end{smallmatrix}}\right]} | {\displaystyle \left[{\begin{smallmatrix}1&0&0\\0&0&1\\0&1&0\\\end{smallmatrix}}\right]} | {\displaystyle \left[{\begin{smallmatrix}0&1&0\\1&0&0\\0&0&1\\\end{smallmatrix}}\right]} | {\displaystyle \left[{\begin{smallmatrix}1&0&0\\0&0&1\\0&-1&0\\\end{smallmatrix}}\right]} | {\displaystyle \left[{\begin{smallmatrix}0&1&0\\0&0&1\\1&0&0\\\end{smallmatrix}}\right]} | {\displaystyle \left[{\begin{smallmatrix}0&1&0\\1&0&0\\0&0&-1\\\end{smallmatrix}}\right]} | {\displaystyle \left[{\begin{smallmatrix}0&1&0\\0&0&1\\-1&0&0\\\end{smallmatrix}}\right]} |

### Subgrupuri cu simetrie octaedrică completă

Subgrupuri ordonate într-o diagramă Hasse

| Schoenflies | Coxeter | Coxeter | Orbifold | Herm.–Maug. | Structură | Ciclic | Ordin | Index |
| ----------- | ------- | ------- | -------- | ----------- | --------- | ------ | ----- | ----- |
| Oh          | [4,3]   |         | *432     | m3m         | S4×S2     |        | 48    | 1     |
| Td          | [3,3]   |         | *332     | 43m         | S4        |        | 24    | 2     |
| D4h         | [2,4]   |         | *224     | 4/mmm       | D2×D8     |        | 16    | 3     |
| D2h         | [2,2]   |         | *222     | mmm         | D23=D2×D4 |        | 8     | 6     |
| C4v         | [4]     |         | *44      | 4mm         | D8        |        | 8     | 6     |
| C3v         | [3]     |         | *33      | 3m          | D6=S3     |        | 6     | 8     |
| C2v         | [2]     |         | *22      | mm2         | D2=D4     |        | 4     | 12    |
| Cs=C1v      | [ ]     |         | *        | 2 or m      | D2        |        | 2     | 24    |
| Th          | [3+,4]  |         | 3*2      | m3          | A4×S2     |        | 24    | 2     |
| C4h         | [4+,2]  |         | 4*       | 4/m         | Z4×D2     |        | 8     | 6     |
| D3d         | [2+,6]  |         | 2*3      | 3m          | D12=Z2×D6 |        | 12    | 4     |
| D2d         | [2+,4]  |         | 2*2      | 42m         | D8        |        | 8     | 6     |
| C2h = D1d   | [2+,2]  |         | 2*       | 2/m         | Z2×D2     |        | 4     | 12    |
| S6          | [2+,6+] |         | 3×       | 3           | Z6=Z2×Z3  |        | 6     | 8     |
| S4          | [2+,4+] |         | 2×       | 4           | Z4        |        | 4     | 12    |
| S2          | [2+,2+] |         | ×        | 1           | S2        |        | 2     | 24    |
| O           | [4,3]+  |         | 432      | 432         | S4        |        | 24    | 2     |
| T           | [3,3]+  |         | 332      | 23          | A4        |        | 12    | 4     |
| D4          | [2,4]+  |         | 224      | 422         | D8        |        | 8     | 6     |
| D3          | [2,3]+  |         | 223      | 322         | D6=S3     |        | 6     | 8     |
| D2          | [2,2]+  |         | 222      | 222         | D4=Z2     |        | 4     | 12    |
| C4          | [4]+    |         | 44       | 4           | Z4        |        | 4     | 12    |
| C3          | [3]+    |         | 33       | 3           | Z3=A3     |        | 3     | 16    |
| C2          | [2]+    |         | 22       | 2           | Z2        |        | 2     | 24    |
| C1          | [ ]+    |         | 11       | 1           | Z1        |        | 1     | 48    |

|                                         |
| Subrupuri octaedrice în notația Coxeter |

## Izometriile cubului

Cele 48 de elemente de simetrie (poziții simetrice) ale cubului

Cubul are 48 de izometrii (elemente de simetrie), formând grupul de simetrie Oh, izomorf cu S4 × Z2. Ele pot fi clasificate după cum urmează:
- O (identitatea și 23 de rotații proprii) cu următoarele clase de conjugare⁠(d) (în paranteze sunt date permutările diagonalelor cubului și reprezentarea cuaternionului unitar⁠(d)):

- identitatea (identitate; 1)
- rotație în jurul unei axe de la centrul unei fețe la centrul feței opuse cu un unghi de 90°: 3 axe, 2 poziții per axă, în total 6 ((1 2 3 4) etc.; ((1 ± i) / √2 etc.)
- la fel cu un unghi de 180°: 3 axe, 1 poziție per axă, în total 3 ((1 2) (3 4) etc.; i, j, k)
- rotație în jurul unei axe de la centrul unei muchii până la centrul muchiei opuse cu un unghi de 180°: 6 axe, 1 poziție per axă, în total 6 ((1 2) etc.; ((i ± j) / √2 etc.)
- rotație în jurul unei diagonale mari cu un unghi de rotație de 120°: 4 axe, 2 poziții per axă, în total 8 ((1 2 3) etc.; (1 ± i ± j ± k) / 2)

- Același lucru cu inversiune (x este aplicat pe −x) (de asemenea, 24 de izometrii). De reținut că rotația cu un unghi de 180° în jurul unei axe combinată cu inversiunea este doar o reflexie în planul perpendicular. Compunerea inversiunii cu rotația în jurul diagonalei mari cu un unghi de 120° este o rotație în jurul diagonalei mari cu un unghi de 60°, compusă cu reflexia în planul perpendicular (rotația în sine nu aplică cubul pe el însuși; intersecția planului de reflexie cu cubul este un hexagon regulat).

O izometrie a cubului poate fi identificată în diferite moduri:
- prin trei fețe adiacente date (de exemplu 1, 2 și 3 pe un zar);
- prin imaginea unui cub cu un marcaj nesimetric pe o singură față: fața cu marcajul, fie că este normală sau o reflexie, și orientarea;
- printr-o permutare a celor patru diagonale ale corpului (este posibilă oricare dintre cele 24 de permutări), compusă sau nu cu o inversiune.

Pentru cuburile colorate sau marcate (cum ar fi zarurile), grupul de simetrie este un subgrup al Oh.
Exemple:
- C4v, [4], (*422): dacă o față are o culoare diferită (sau două fețe opuse au culori diferite una de cealaltă și față de celelalte patru), cubul are 8 izometrii, așa cum are un pătrat în spațiul bidimensional.
- D2h, [2,2], (*222): dacă fețele opuse au aceleași culori, diferite pentru fiecare set de două, cubul are 8 izometrii, ca un paralelipiped.
- D4h, [4,2], (*422): dacă două fețe opuse au aceeași culoare și toate celelalte fețe au o culoare diferită, cubul are 16 izometrii, ca o prismă pătrată.
- C2v, [2], (*22):

- dacă două fețe adiacente au aceeași culoare și toate celelalte fețe au o culoare diferită, cubul are 4 izometrii.
- dacă trei fețe, dintre care două opuse au o culoare și celelalte trei o altă culoare, cubul are 4 izometrii.
- dacă două fețe opuse au aceeași culoare și alte două fețe opuse de asemenea, iar ultimele două au culori diferite, cubul are 4 izometrii.

- Cs, [ ], (*):

- dacă două fețe adiacente au culori diferite, iar celelalte patru au o a treia culoare, cubul are 2 izometrii.
- dacă două fețe opuse au aceeași culoare și toate celelalte fețe au culori diferite, cubul are 2 izometrii.

- C3v, [3], (*33): dacă trei fețe, dintre care niciuna opusa față de alta, au o culoare și celelalte trei o altă culoare, cubul are 6 izometrii.

Pentru unele subgrupuri mai mari, un cub cu acel grup ca grup de simetrie nu este posibil doar cu colorarea fețelor (o culoare pe întreaga față). Este necesară desenarea unui model pe fețe.
Exemple:
- D2d, [2+,4], (2*2): dacă pe o față există un segment care împarte fața în două dreptunghiuri egale, iar pe fața opusă este un segment orientat perpendicular pe primul, cubul are 8 izometrii; există un plan de simetrie și o simetrie de rotație în două poziții cu o axă la un unghi de 45° față de acel plan și, ca urmare, există și un alt plan de simetrie, perpendicular pe primul, și o altă axă de simetrie de rotație cu două poziții, perpendiculară pe prima.
- Th, [3+,4], (3*2): dacă pe fiecare față există segment care împarte fața în două dreptunghiuri egale, astfel încât segmentele de pe fețele adiacente nu se întâlnesc pe laturi (muchii), cubul are 24 de izometrii: permutările pare ale diagonalelor corpului și aceleași permutări compuse cu inversiunea (x este aplicat pe −x).
- Td, [3,3], (*332): dacă cubul este format din opt cuburi mai mici, patru albe și patru negre, puse alternativ în toate cele trei direcții standard, cubul are 24 de izometrii: permutările pare ale diagonalelor corpului și inversările celorlalte rotații (proprii).
- T, [3,3]+, (332): dacă fiecare față are același model cu simetrie de rotație de două ori, să spunem litera S, astfel încât pe toate laturile un vârf al unui S întâlnește o laterală a altui S, cubul are 12 izometrii: permutările pare ale diagonalelor corpului.

Simetria completă a cubului, Oh, [4,3], (*432), este conservată dacă și numai dacă toate fețele au același model astfel încât să conserve simetria completă a pătratului, acesta având grupul de simetrie, Dih4, [4], de ordinul 8.
Simetria completă a cubului sub rotații proprii, O, [4,3]+, (432), este conservată dacă și numai dacă toate fețele au același model cu simetrie de rotație cu 4 poziții⁠(d), Z4, [4]+.

## Simetria octaedrică a suprafeței Bolza
În teoria suprafeței Riemann⁠(d), suprafața Bolza⁠(d), numită uneori curba Bolza, este obținută ca acoperire dublă ramificată a sferei Riemann, cu locul de ramificare la setul de vârfuri ale octaedrului regulat înscris. Grupul său de automorfism include involuția hipereliptică care inversează cele două straturi ale acoperirii. Involuția hipereliptică dă tocmai grupul de simetrii al octaedrului.

## Poliedre cu simetrie octaedrică chirală
| Clasă                                 | Nume     | Imagine | Fețe | Laturi | Vârfuri | Numele dualului           | Imagine |
| ------------------------------------- | -------- | ------- | ---- | ------ | ------- | ------------------------- | ------- |
| Poliedru arhimedic (Poliedru Catalan) | cub snub |         | 38   | 60     | 24      | icositetraedru pentagonal |         |

## Poliedre cu simetrie octaedrică completă
| Clasă                                      | Nume                  | Imagine        | Fețe | Laturi | Vârfuri | Numele dualului          | Imagine  |
| ------------------------------------------ | --------------------- | -------------- | ---- | ------ | ------- | ------------------------ | -------- |
| Poliedru platonic                          | Cub                   | Hexaedru (cub) | 6    | 12     | 8       | Octaedru                 | Octaedru |
| Poliedru arhimedic (dual poliedru Catalan) | Cuboctaedru           |                | 14   | 24     | 12      | Dodecaedru rombic        |          |
| Poliedru arhimedic (dual poliedru Catalan) | Cub trunchiat         |                | 14   | 36     | 24      | Octaedru triakis         |          |
| Poliedru arhimedic (dual poliedru Catalan) | Octaedru trunchiat    |                | 14   | 36     | 24      | Hexaedru tetrakis        |          |
| Poliedru arhimedic (dual poliedru Catalan) | Rombicuboctaedru      |                | 26   | 48     | 24      | Icositetraedru romboidal |          |
| Poliedru arhimedic (dual poliedru Catalan) | Cuboctaedru trunchiat |                | 26   | 72     | 48      | Dodecaedru disdyakis     |          |
| Compus poliedric regulat                   | Stella octangula      |                | 8    | 12     | 8       | Autodual                 |          |
| Compus poliedric regulat                   | Cub și octaedru       |                | 14   | 24     | 14      | Autodual                 |          |